# 1770 Schlesinger
1770 Schlesinger è un asteroide della fascia principale. Scoperto nel 1967, presenta un'orbita caratterizzata da un semiasse maggiore pari a 2,4576177 au e da un'eccentricità di 0,0610769, inclinata di 5,29256° rispetto all'eclittica.
L'asteroide è dedicato all'astronomo statunitense Frank Schlesinger.
Studi compiuti nel 2015, 2016 e 2020 ne fanno supporre la probabile natura binaria, senza tuttavia assegnare un nome pur provvisorio al satellite. Le due componenti del sistema disterebbero tra loro 42 km.